# Alexandros Alvanos
Alexandros Alvanos (grekiska: Αλβανός Αλέξανδρος), född 9 april 1980 i Thessaloniki, är en grekisk tidigare handbollsspelare (högernia).